# Chris Casamassa
Chris Casamassa (nacido el 17 de enero de 1965) es un artista marcial estadounidense, actor y doble de riesgo, conocido por su papel como Scorpion en la película Mortal Kombat de 1995 y su serie de televisión emparentada, Mortal Kombat: Konquest. Es el hijo del fundador de Red Dragon Karate Louis D. Casamassa. Chris coprotagonizó la serie de televisión WMAC Masters bajo el seudónimo "Red Dragon".) 

## Karate
Casamassa es también el presidente de la exitosa escuela de karate "Red Dragon Karate Schools", fundada por su padre. Como contendiente en el circuito de la North American Karate Association (N.A.S.K.A) Casamassa obtuvo el número 1 en la competición de kata durante cuatro años consecutivos.

## Vida personal y carrera
Chris comenzó su entrenamiento en artes marciales en 1969 a la edad de cuatro años. Obtuvo su primer grado como cinturón negro a la edad de 10. Su carrera en torneos profesionales comienza en 1982 y se retira de la competición profesional en 1992 habiendo amasado una seguidilla de títulos: fue 4 veces campeón nacional en los abiertos de formas (kata), además de 2 veces campeón en formas con armas, y top 5 como luchador de peso medio. Luego comenzó su carrera en cine y televisión, su papel más reconocido fue como Skorpion en la película Mortal Kombat de 1995. Luego de ello sus logros en artes marciales continuaron a lo largo del tiempo. Obtuvo su 8.º grado como cinturón negro en Red Dragon Karate en 2004.

## Filmografía
| Year    | Film/televisión                            | Papel                                       | Nota                                      |
| ------- | ------------------------------------------ | ------------------------------------------- | ----------------------------------------- |
| 1984    | The Karate Kid                             | Contendiente en el torneo                   | sin acreditar                             |
| 1985    | Sword of Heaven                            | Aprendiz de Artes Marciales                 |                                           |
| 1988    | Black Eagle                                | Doble de riesgo                             | Escenas eliminadas                        |
| 1988    | A Mission to Kill (aka The Phoenix Report) | Hank de joven                               | Sin acreditar                             |
| 1990    | The Best of the Martial Arts Films         | Él mismo                                    |                                           |
| 1991    | China O'Brien 2                            | Picnic punk #2 / Stunt fighter              | como Chris Casamasa                       |
| 1993    | Shootfighter: Fight to the Death           | Ring lord #1 / Creon (Shootfighter)         | como Chris Kasamasa                       |
| 1995    | Mortal Kombat                              | Scorpion                                    |                                           |
| 1995    | Mortal Kombat: Behind the Scenes           | Como el mismo / Scorpion                    | metraje de archivo                        |
| 1995–96 | WMAC Masters                               | Como el mismo                               |                                           |
| 1997    | Batman & Robin                             | Doble de riesgo de Batman                   |                                           |
| 1998    | Mortal Kombat: Konquest                    | Takeda / Scorpion                           | 4 episodios                               |
| 1998    | Blade                                      | Doble de riesgo vampiro                     |                                           |
| 1998    | V.I.P.                                     | Doble de riesgo                             | (1 episodio)                              |
| 1999    | Martial Law                                | Doble de riesgo                             | (episodio 2.6)                            |
| 2000    | Mortal Kombat: Federation of Martial Arts  | Scorpion / Black Dragon Ninja               | online                                    |
| 2000    | Walker: Texas Ranger                       | Doble de riesgo                             | (episodio 8.21)                           |
| 2000    | Vendetta Brothers                          | Bryce                                       | cancelada                                 |
| 2000    | Kleidoscope                                | (rol principal)                             | Título altern.: Diablo Cartel / cancelada |
| 2001    | Seance                                     | Tony                                        | Título altern.: Killer in the Dark        |
| 2001    | A Real Job                                 | Bill                                        |                                           |
| 2001    | The Hunted                                 | Zack                                        | 1 episodio                                |
| 2001    | Buffy the Vampire Slayer                   | Doble de riesgo                             | (episodio 5.20)                           |
| 2003    | How to be an Action Star                   | Como el mismo / anfitrión                   |                                           |
| 2003    | Across the Borderline                      | Vinnie                                      | Cancelada                                 |
| 2003    | Element 2100                               | Líder de la familia Wind                    | Cancelada                                 |
| 2004    | Sci-Fi Fighter                             | The Karate Master                           | Alt. title: X-Treme Fighter               |
| 2008    | The Red Canvas                             | Presentador                                 | Título alt.: Art of Submission            |
| 2008    | Chronicles of Foreverman                   |                                             | Cancelada                                 |
| 2010    | Foodfight!                                 | captura de movimiento para 'Dex Dogtective' |                                           |
| 2013    | It's Dark Here                             | Sensei Will                                 | En posproducción.                         |
| 2021    | Legend of the White Dragon                 |                                             | En búsqueda de financiación.              |